# 米吉多 (以色列)
米吉多（希伯來語：מְגִדּוֹ）是位於以色列北部的一個基布茲，修建於1949年。米吉多地處耶斯列谷內，2019年有人口847人。

## 外部連結
- Megiddo Regional Council （页面存档备份，存于）